# 慶寧寺 (蒙古國)
慶寧寺，蒙古语称阿玛尔巴雅斯嘎朗嘿德，满语称“乌尔袞恩和希”（ᡠᡵᡤᡠᠨ
ᡝᠯᡥᡝ
ᠰᡟ urgun elhe sy)。是蒙古国色楞格省巴伦布兰苏木的一座藏传佛教格鲁派寺院。

## 历史

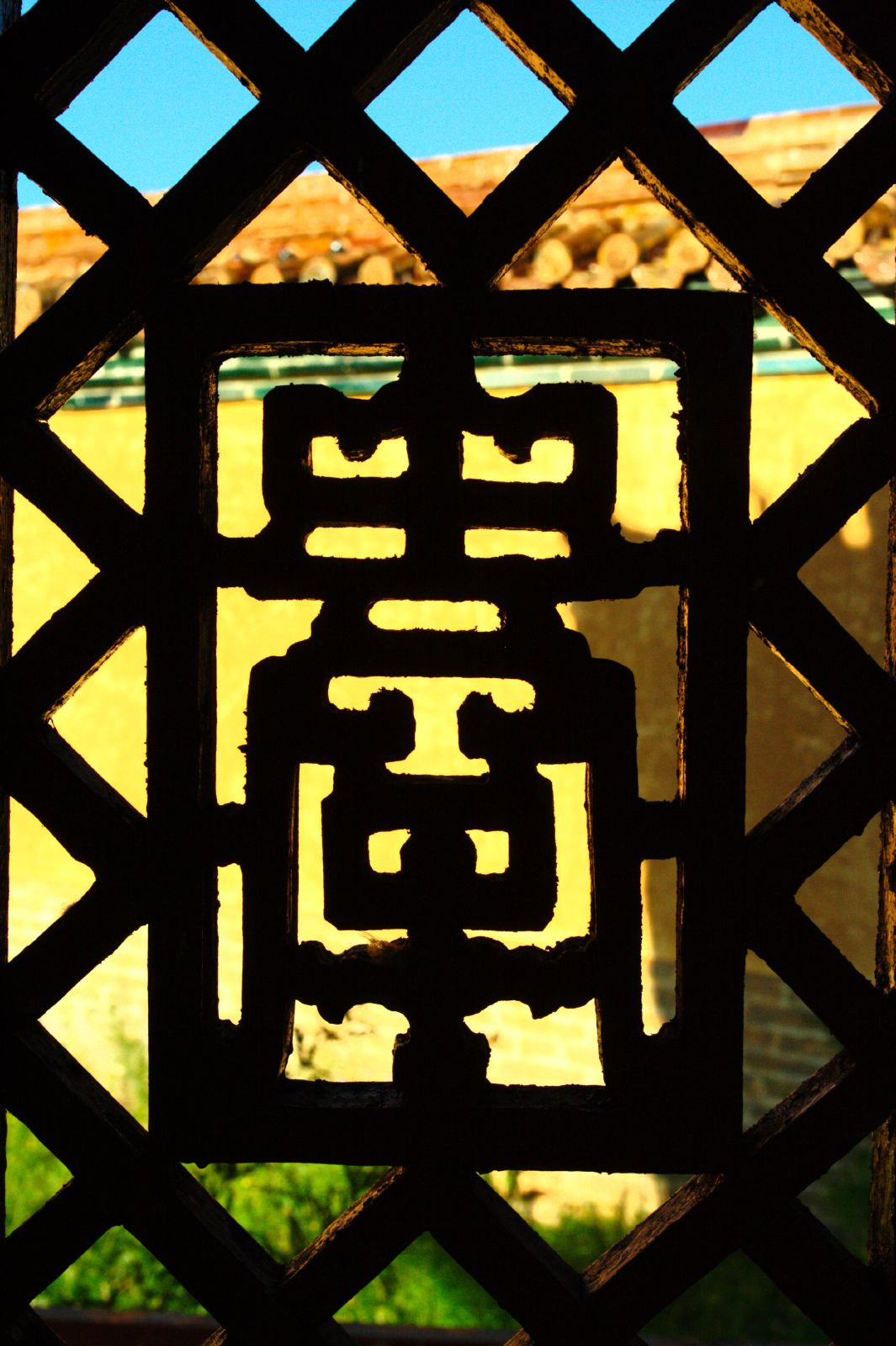
窗棱

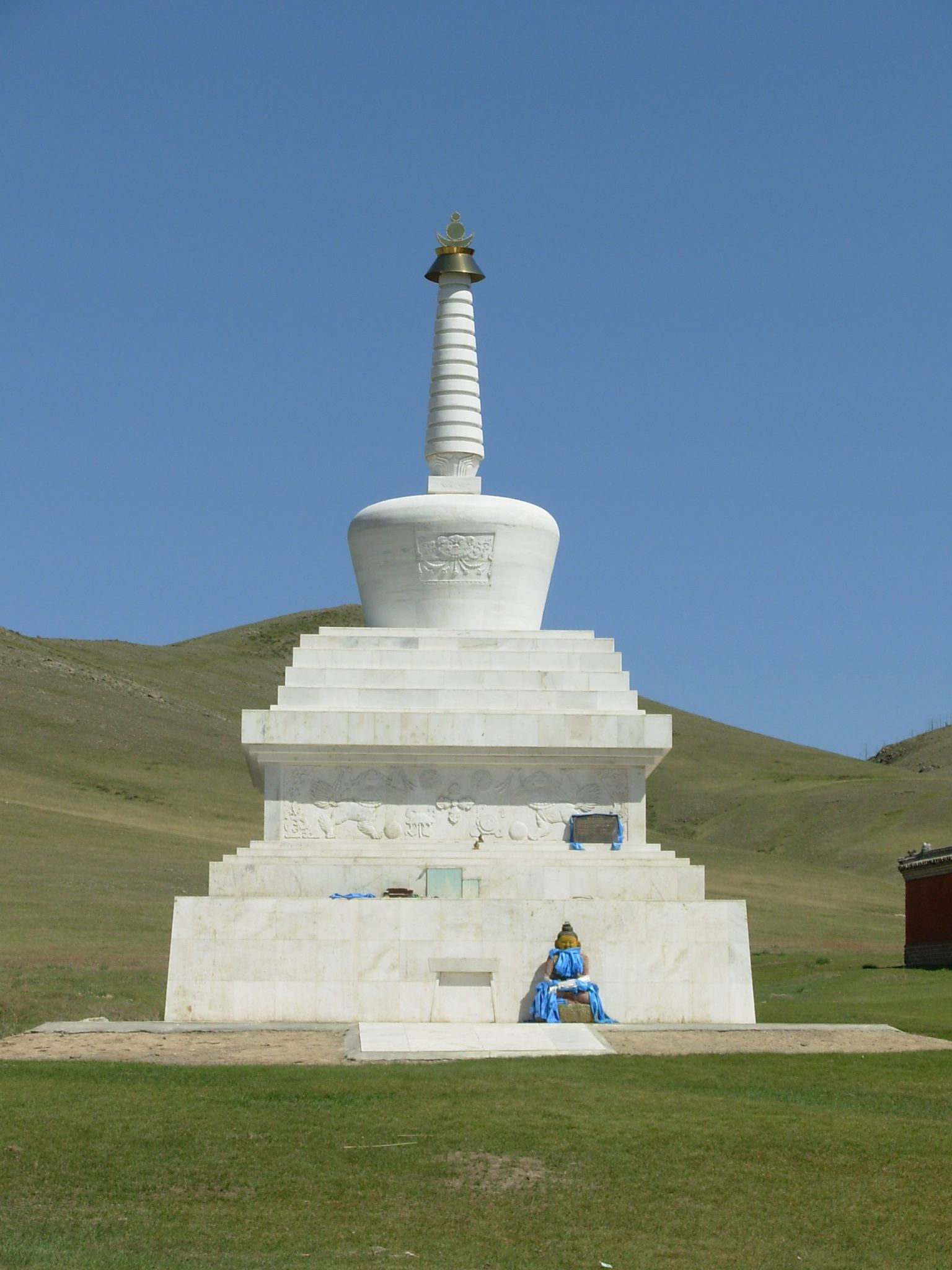
根东塔

清世宗雍正五年（1727年），雍正帝“尊聖祖皇帝之遗诏”，拨十万两库银，为第一世哲布尊丹巴呼图克图安置舍利而兴建寺庙。乾隆元年（1736年），工程完工，乾隆帝賜名“庆宁寺”（蒙古语阿玛尔巴雅斯嘎朗寺），乾隆帝还御书“敕建庆宁寺”，并赐“福佑恒沙”匾额，立“御制庆宁寺碑”，碑文中称：“同植善缘，疆域乂安，中外禔福……一心向化，享我国家太平之福。”
该寺与多伦善因寺为同年同月同日由雍正帝允准兴建的“大刹”。《清实录·第七册·世宗实录（一）》载，雍正帝于雍正五年十一月庚午日允准“著动用帑银十万两修建大刹”于漠北库伦地方，以供第一世哲布尊丹巴呼图克图之后身（转世呼毕勒罕）住持，齐集众喇嘛讲习经典、宣扬佛教，同时雍正帝还允准在内蒙古多伦诺尔“动帑银十万两”，兴建大刹，并且“使章嘉呼图克图之后身（呼毕勒罕）住持于此”。庆宁寺、善因寺是继多伦汇宗寺之后，清廷再度在蒙古地区由国库拨银兴建的大型藏传佛教寺庙。出于对内、外蒙古两位藏传佛教领袖章嘉、哲布尊丹巴的平等对待，庆宁寺、善因寺的构制也基本相同。
庆宁寺位于库伦（今乌兰巴托）以北的布隆汗山南麓、图格里洪河畔。寺内有供奉第一世、第四世哲布尊丹巴的灵殿，还设有历世哲布尊丹巴参谒庆宁寺期间居住的拉布楞。

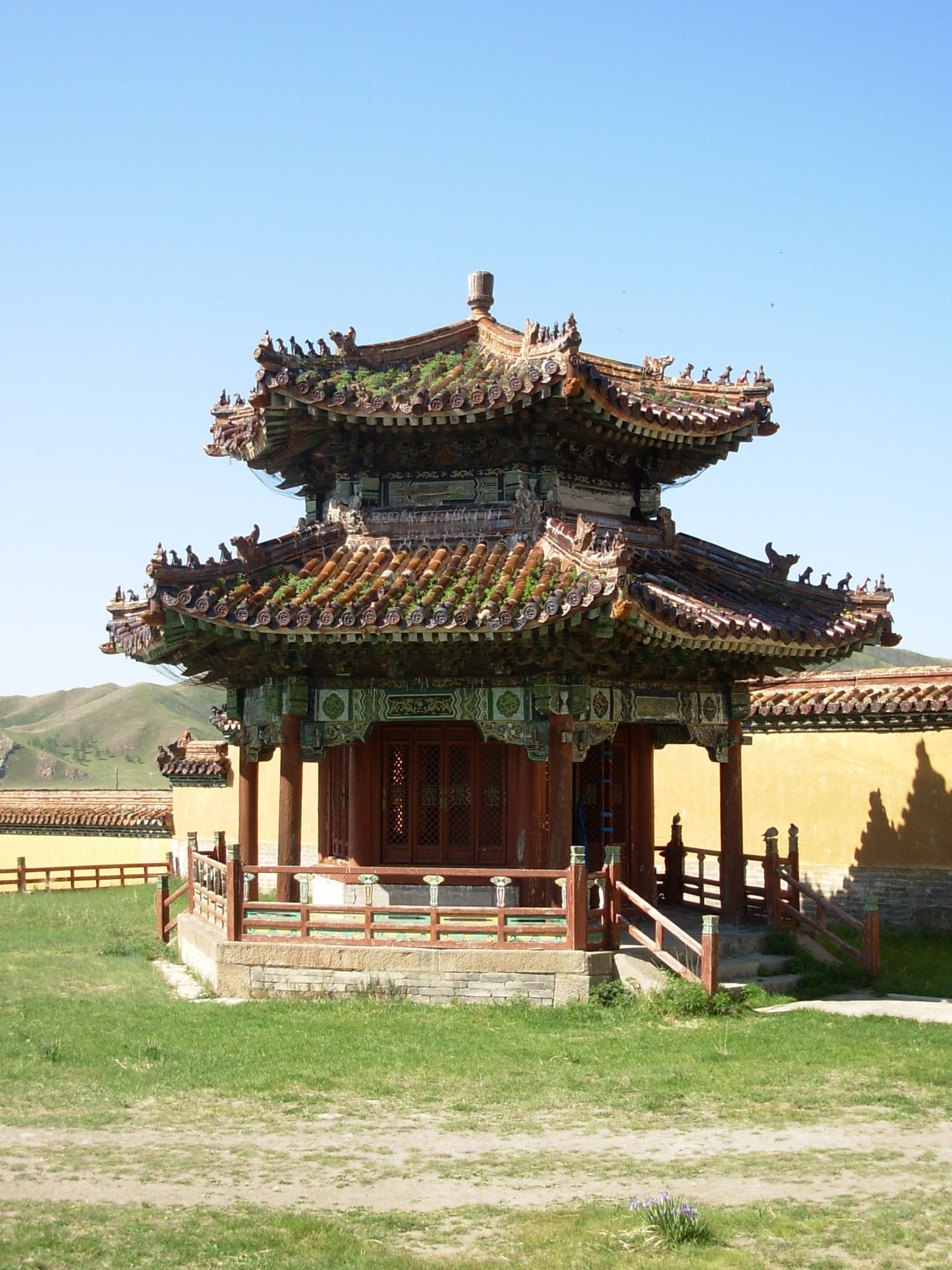
碑亭

在1937年的蒙古人民共和国大鎮壓运动中，该寺主要建筑幸存下来。在执行过程中，寺院被点燃，但只摧毁了部分建筑物，主要部分未被火焚烧。此后该寺继续遭破坏。一些法器以及唐卡被僧众隐藏起来，以防止遭没收。该寺被废弃了50年。
1988年起，该寺开始全面重建。 1991年，一位上师访问了庆宁寺，他是出生在中国内蒙古鄂尔多斯的洛桑丹增·嘉措贝桑（Лувсанданзанжамцобалсамбуу），曾被迫先后离开印度哲蚌寺和尼泊尔，因为他批评十四世达赖禁止信仰多杰雄登。这位上师应邀出任该寺住持，并在此驻锡，直到他于2009年圆寂，他和印度北部的藏族流亡者社会断绝了联系。
21世纪初，有约60名遵循戒律的沙弥以及受戒僧人住在该寺内。自该寺重开以来，已经恢复了「跳神」仪式。19世纪中叶，宗教舞蹈“查玛舞”在内、外蒙古佛寺受到高度重视，这种舞蹈反映了密宗的宗教礼仪。该寺最后一次表演查玛舞是在1937年。2002年，查玛舞再次在该寺表演，此为65年来的首次。

## 建筑

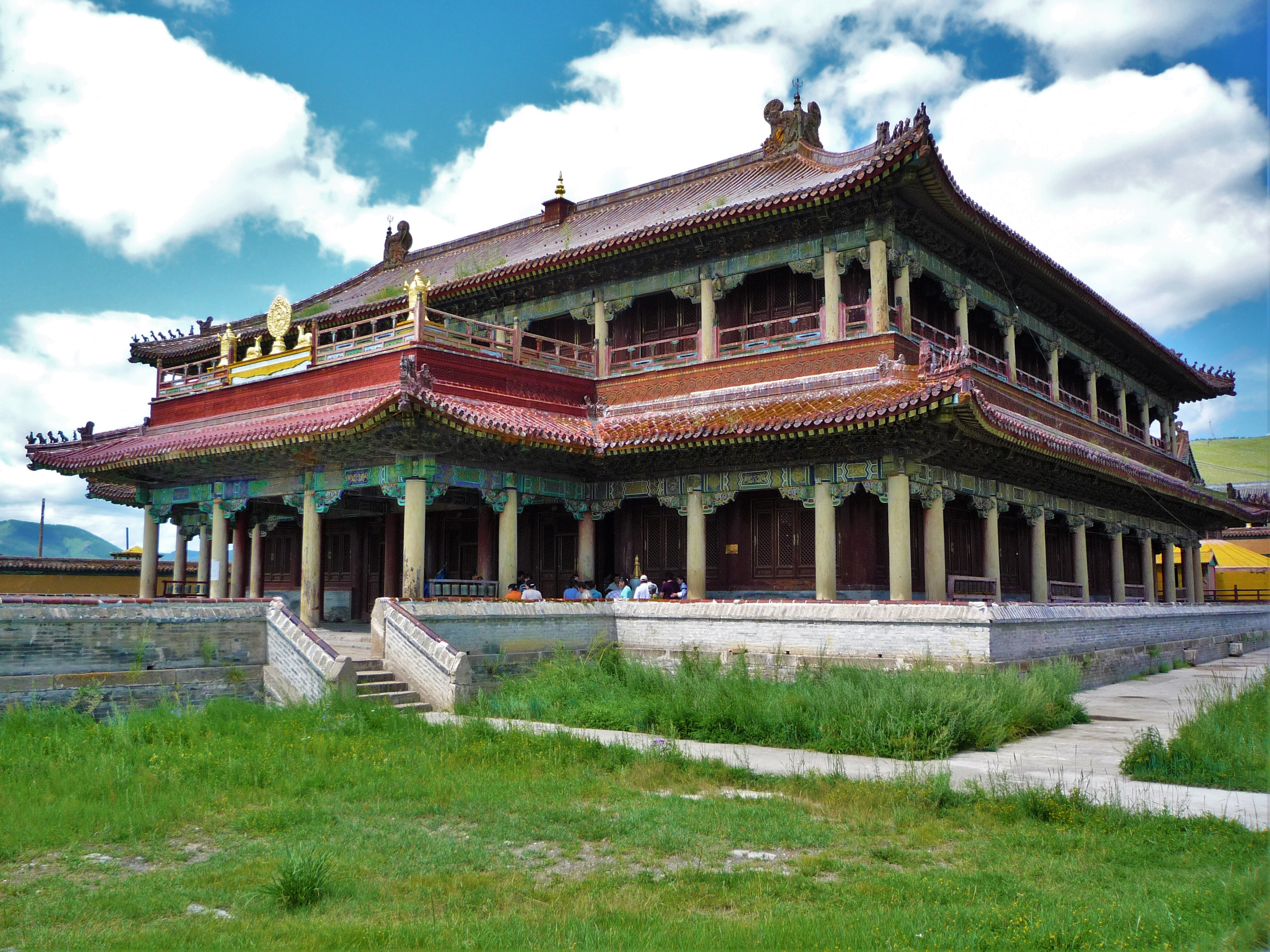
大殿（经堂）

庆宁寺、善因寺由同一图纸设计，仅在某些布局方面因地制宜进行了一定的调整。庆宁寺位于山坡上，南低北高。中路共有四进院落，中轴线上的建筑主要有照壁、山门、天王殿、大殿（经堂）、佛殿、拉布楞。庆宁寺东、西两侧与寺院组成一个“库伦”（一说即“圐圙”）。庆宁寺的建筑中，除东路南端、西路南端的建筑已毁之外，其他主体建筑保存尚属完整。中路建筑均施褐色琉璃瓦，其他建筑施布瓦（陶瓦）。外围墙东侧置大门一座。
庆宁寺坐北朝南。其中中路建筑主要有：

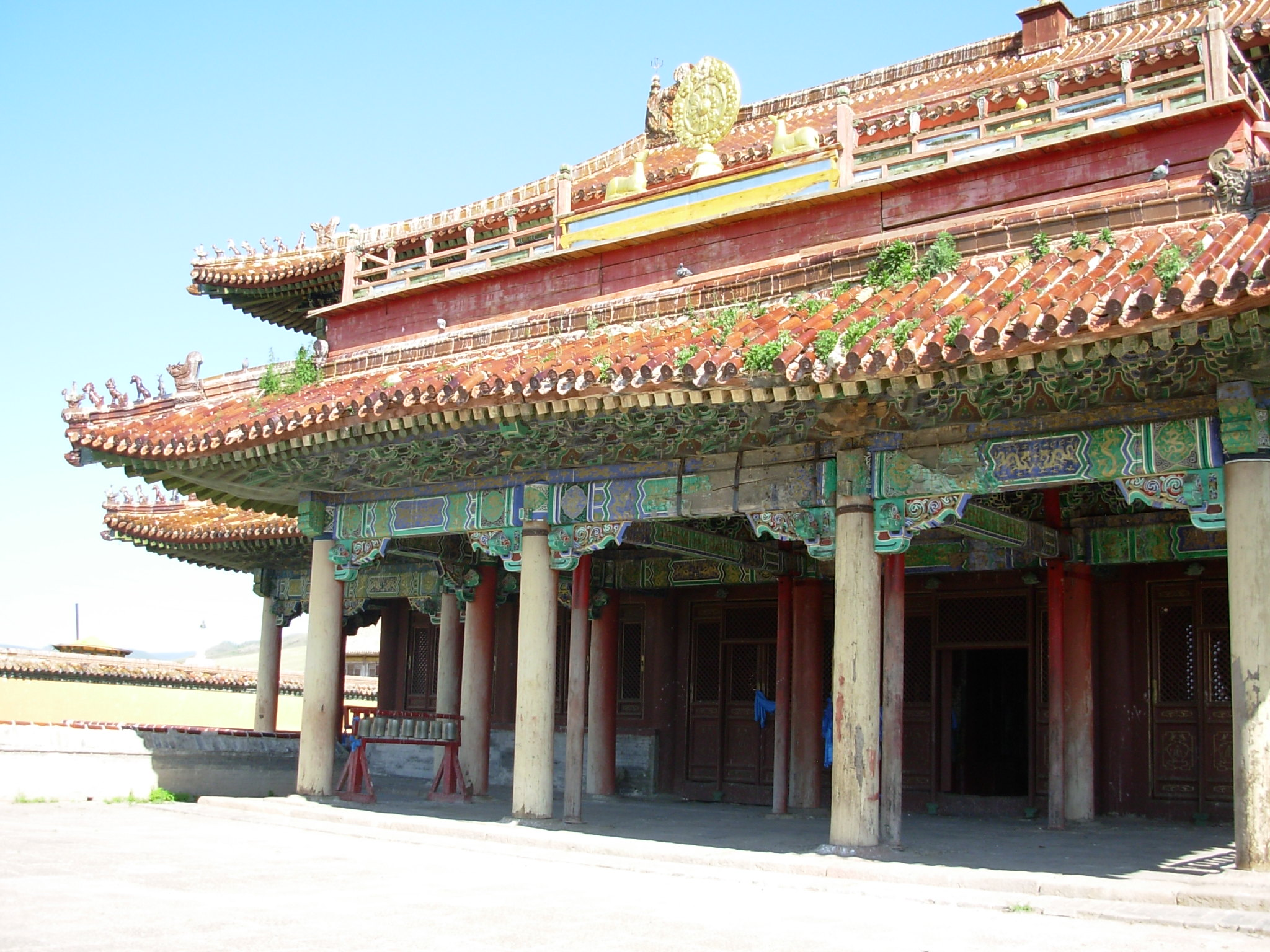
大殿（经堂）

- 照壁：在山门前60米处，正对山门。左右置“下马”碑亭各一。[1]
- 山门：面阔三间，大木单檐无廊歇山式。正面中间为券门，两次间为券窗；后面中间为余塞板门，两次间无窗。斗拱用三跴，前檐悬御赐寺匾，上书“敕建庆宁寺”。山门前有月台，上有木栅栏。山门两侧置对称的墙门各一。[1]

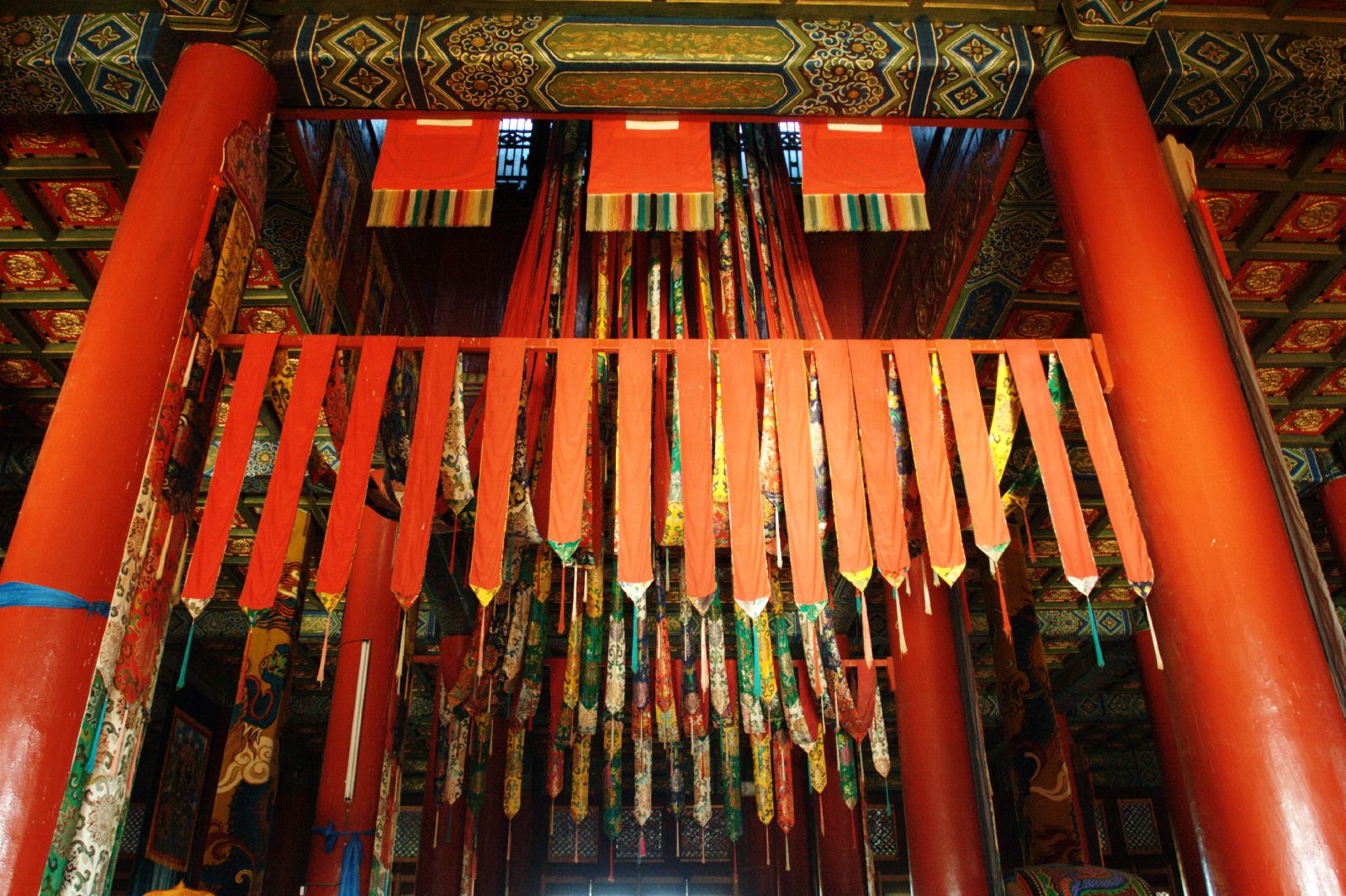
大殿（经堂）内景

- 天王殿：面阔三间，大木单檐无廊歇山式。正面为板式券门、券窗，后面为板门（和山门相同）。斗拱用五跴。天王殿两侧置对称的墙门各一。[1]
  - 鐘、鼓楼：位于天王殿前东西两侧。大木重檐二层歇山式。底层在外檐以墙体封护，内金柱用通柱，是二层檐柱。斗拱用三跴，东西两楼对面辟门。[1]
  - 旗杆：位于天王殿前东西两侧[1]
- 大殿（经堂）：面阔七间，进深七间。四周另有围廊。重檐二层盝顶式。用斗拱。殿身高台基前有月台，和善因寺相同。大殿通往东、西两路之间的围墙上各置一门。[1]
  - 碑亭：两座，分别位于大殿前东西两侧。平面六角形。单檐钻尖式。内有御制庆宁寺碑。[1]
- 佛殿：面阔五间，大木单檐无廊歇山式。明间悬有“福佑恒沙”匾。[1]
  - 配殿：两座。位于佛殿左右。平面呈“凸”字形。面阔三间。大木歇山式。前置抱厦，属平顶木构。[1]
  - 厢殿：两座。位于佛殿前左右。面阔三间，前檐廊。大木歇山式。[1]

- 墙门：佛殿和拉布楞院落之间，置有三个墙门。[1]

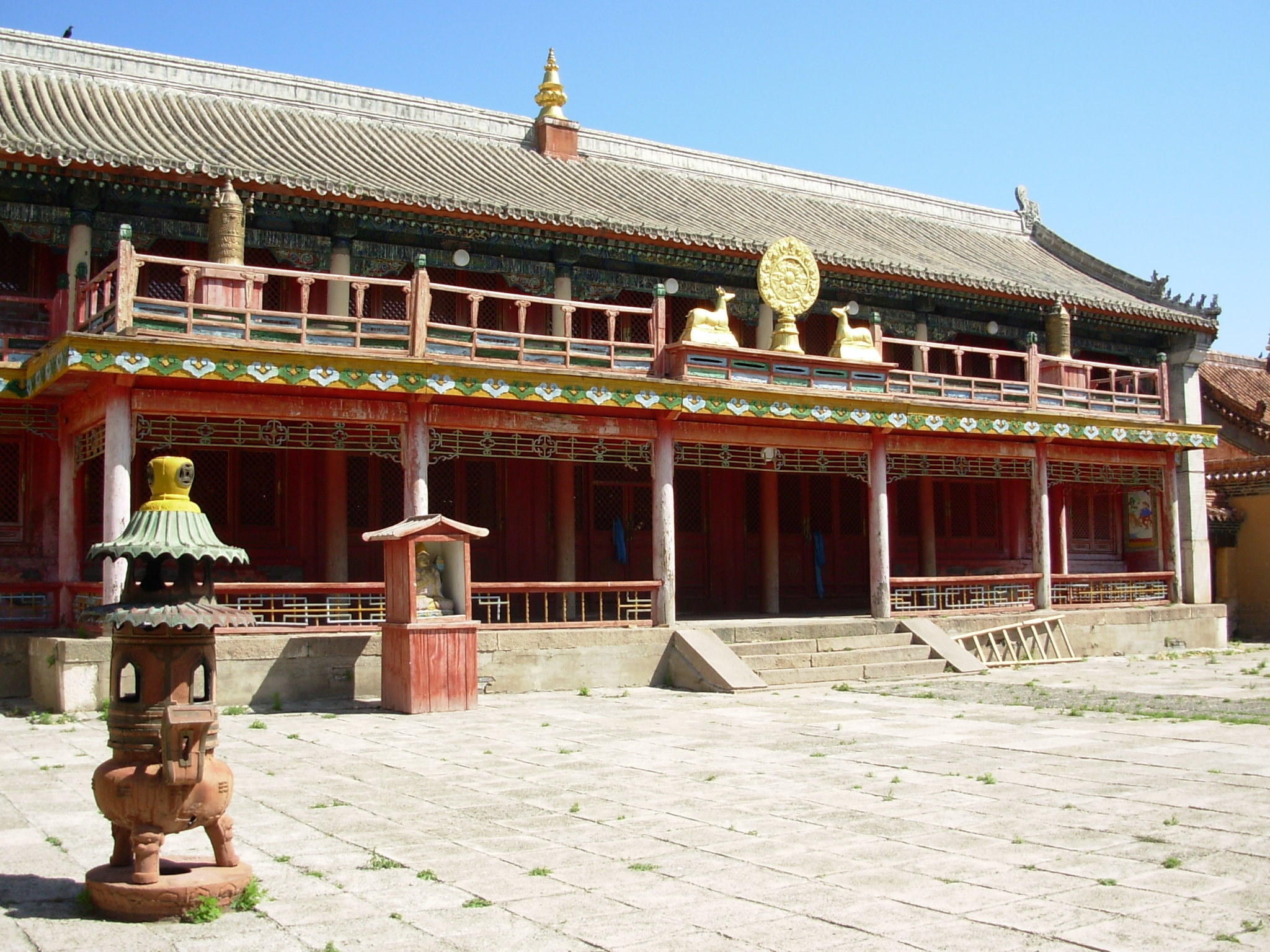
拉布楞

- 拉布楞：面阔九间。置前廊。单檐二层大木硬山式。前置抱厦五间，属平顶木构。拉布楞院落东、西各有一大门。[1]
  - 配殿：两座。位于拉布楞前左右。以墙封闭为单独院落。面阔三间，置前廊。大木硬山式。[1]
  - 厢殿：两座。位于拉布楞前左右。面阔三间，置前廊。大木硬山式。[1]

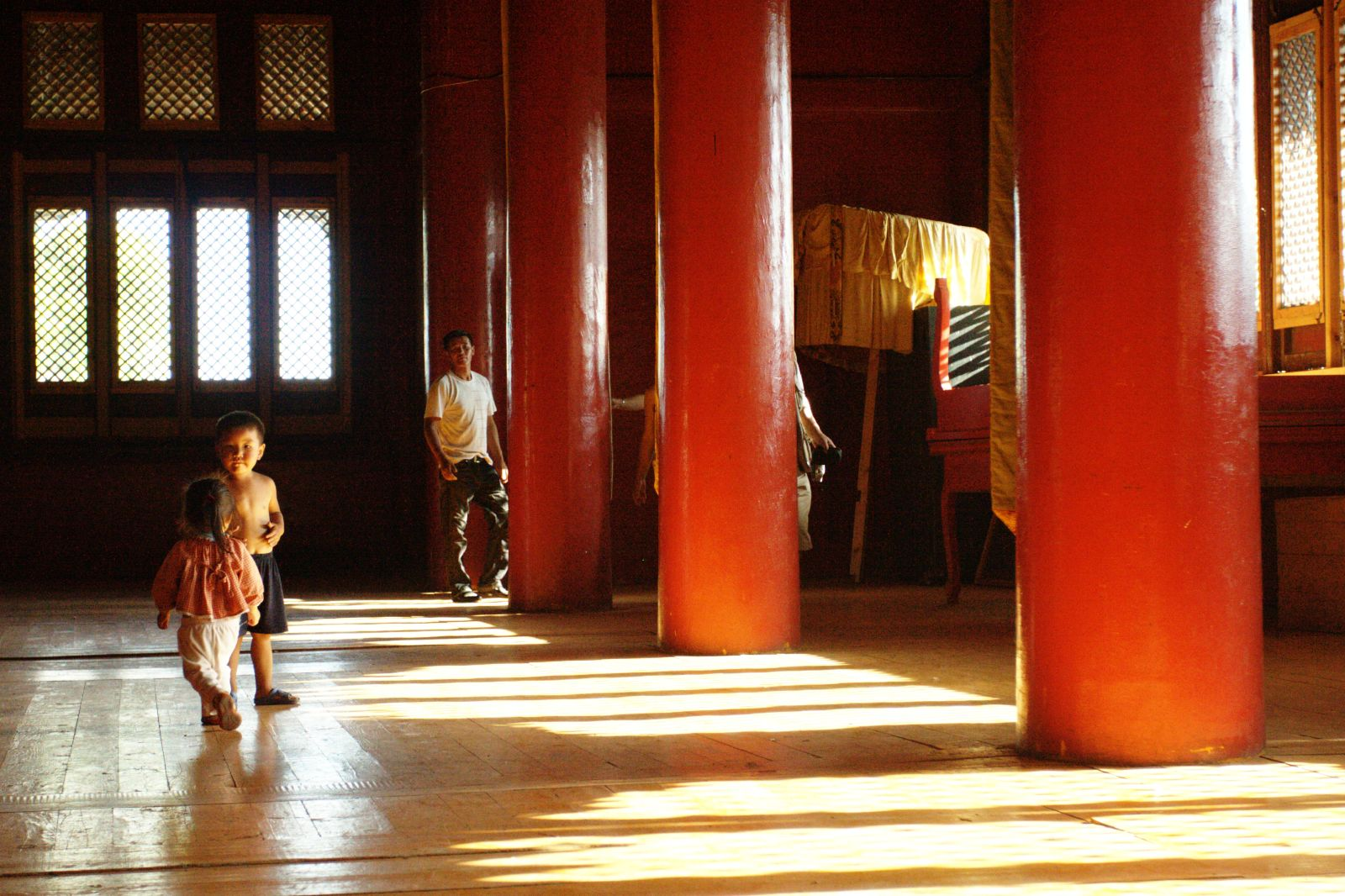
在大殿（经堂）内玩耍的孩子们

北路建筑有两座，均为面阔三间，前廊大木硬山式，建于主院落之外。
东路建筑有：
- 东路南端建筑（已毁）：均为后来捐资营建。[1]
  - 参尼喇嘛殿：位于东路南端。已毁。[1]
  - 珠德（珠都巴）曼巴殿：位于参尼喇嘛殿以北，东路南端。已毁。[1]
- 东路南段建筑：四座，均已毁。[1]
- 东路北段建筑：四座，均为面阔三间，前廊大木硬山式。保存完好。[1]

西路建筑有：
- 西路南端建筑（已毁）：均为后来捐资营建。[1]
  - 迈达里佛殿：位于西路南端。已毁。[1]

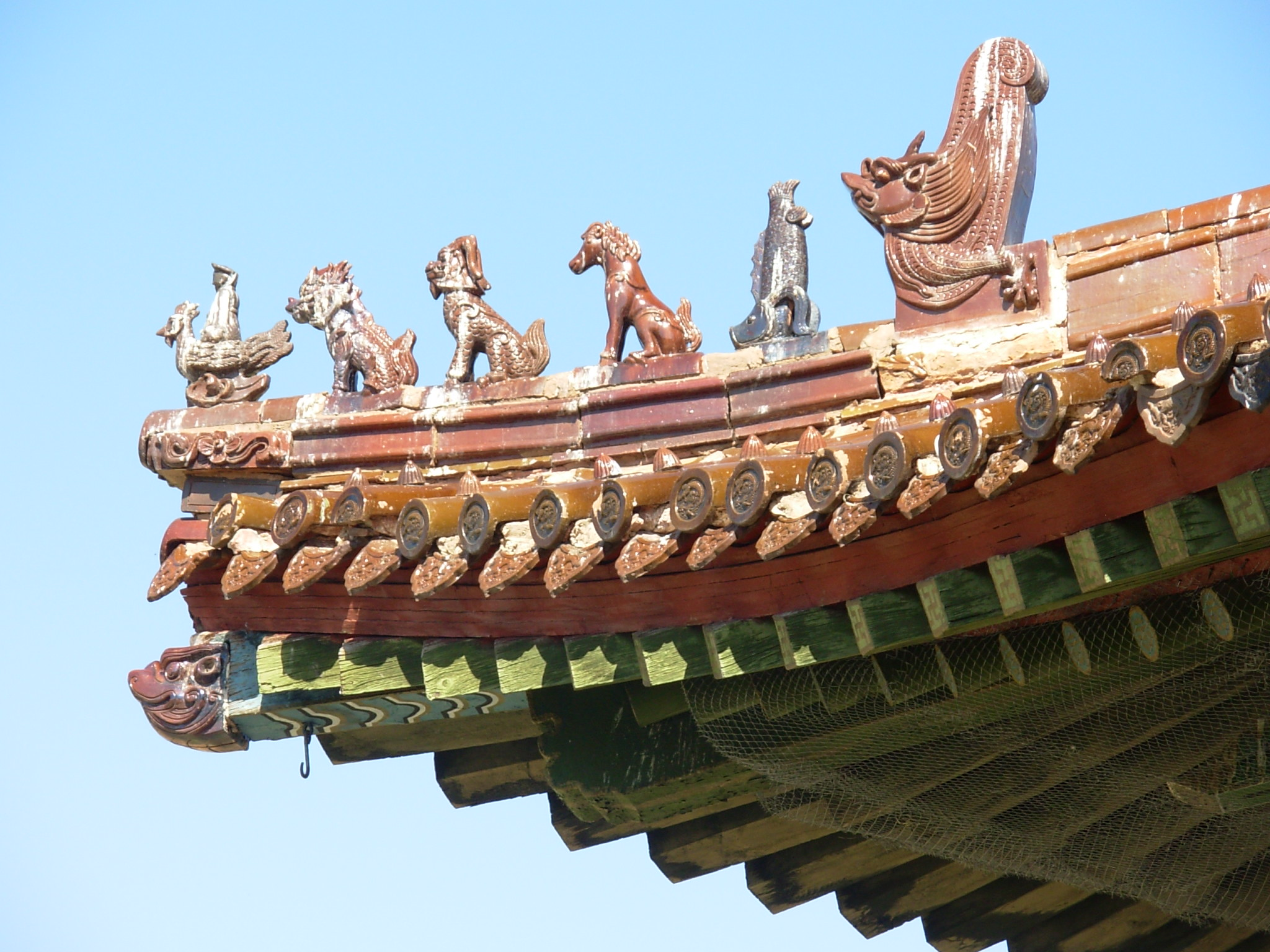
脊兽

  - 参尼：位于迈达里佛殿和古里穆殿之间。已毁。[1]
  - 古里穆殿：位于参尼以北。供奉十位道克希特（drag gshed）。已毁。[1]
- 西路南段建筑：四座，均已毁。[1]
- 西路北段建筑：四座，均为面阔三间，前廊大木硬山式。保存完好。[1]

周边建筑有：
- 艾马克：以庆宁寺为中心，东西布列六个“艾马克”，是蒙古各部、旗的喇嘛居所，以及各艾马克的属庙。居所建筑主要是蒙古包，此外还有小土屋，以木栅栏分隔各院落。艾马克的属庙现仅存东南侧的一座三间殿堂，其他全部已毁。[1]
- 马、驼场：位于寺院以北，属于寺产。[1]
- 多杰雄登寺：位于庆宁寺主建筑群以西2英里处。这座佛寺有三间庙宇，一间供奉第一世哲布尊丹巴扎那巴扎尔，另一间供奉第八世哲布尊丹巴，还有一间是多杰雄登寺院。这组建筑在1930年代末被毁。[3]
- 佛塔：矗立在小山上，是一座单独的佛塔，1868年兴建，留存至今。[3]